# Sędziejowice (Łódź)
Pour les articles homonymes, voir Sędziejowice.
Sędziejowice (prononciation [sɛnd͡ʑejɔˈvit͡sɛ]) est un village de la gmina de Sędziejowice, du powiat de Łask, dans la voïvodie de Łódź, situé dans le centre de la Pologne.
Le village est le siège administratif (chef-lieu de la gmina rurale appelée gmina de Sędziejowice.
Il se situe à environ 11 kilomètres au sud-ouest de Łask (siège du powiat) et 43 kilomètres au sud-ouest de Łódź (capitale de la voïvodie).
Sa population s'élève approximativement à 840 habitants.

## Administration
De 1975 à 1998, le village était attaché administrativement à l'ancienne voïvodie de Sieradz.

Depuis 1999, il fait partie de la nouvelle voïvodie de Łódź.